# Münchner Block
Der Münchner Block war eine in München aktive Wählergruppe. Sie war von 1952 bis 1978 im Münchner Stadtrat vertreten. Der Block vertrat die Interessen des Mittelstands und galt der CSU nahestehend. Sie unterstützte teilweise die CSU bei Landtags- und Bundestagswahlen, mindestens 1978 hatten CSU und Block ihre Listen verbunden.

## Stadtrat München (1952 bis 1978)
Die Vereinigung trat erstmals 1952 bei der Stadtratswahl an und erreichte 4,5 % der Stimmen und damit drei Mandate. 1956 konnte sie sich dank intensiver Plakat- und Pressekampagne sogar auf 7,0 % und vier Mandate steigern. 1966 waren es noch 4,2 % und zwei Mandate. 1966 mit 3,0 % der Stimmen erneut zwei Mandate. 1972 waren es nur noch 1,7 % und ein Mandat. 1978 schied die Vereinigung mit 0,8 % der Stimmen aus dem Stadtrat aus.

### Stadträte
Unter anderem vertraten folgende Personen den Münchner Block im Stadtrat:
- Liesel Beckmann, Professorin und erste weibliche Inhaberin einen Lehrstuhls für Betriebswirtschaftslehre (ab 1952 oder 1953 bis zu ihrem Tod 1965)[7]
- Ludwig Schmid, Vorsitzender des Haus- und Grundbesitzervereins (1952 bis 1975)[8][9]
- Jakob Baumann, Kaufmann und Förderer der Münchner Theater, auch Mitglied der CSU (1965 bis 1978)[9][10]

## Gröbenzell
1952 wurden sieben Mitglieder des Münchner Block in den Rat der frisch gegründeten Gemeinde Gröbenzell gewählt – Teile der Gemeinde hatten zuvor zu München gehört. Später wechselten diese teilweise zur Überparteilichen Wählergemeinschaft.

## Bürger-Block
Die Tradition des Münchner Blocks führt der Verein Freie Wähler Münchner Block fort. Er trat 1990 und 1994 bei der Stadtratswahl an, kam aber nicht über 0,2 % der Stimmen hinaus. Er verbündete sich mit dem Bamberger Bürger-Block zum bayernweiten Bürger-Block. Dieser trat 2003 und 2008 in Oberbayern zur Bayerischen Landtagswahl an. Die zur Europawahl 2009 geplante Kandidatur scheiterte mangels Unterstützungsunterschriften. Seitdem trat nur noch der Vorsitzende des Münchner Block Robert Mertel unter dem Kennwort Bürger-Block als Direktkandidat zu den Bundestagswahlen 2009 bis 2017 an. 2017 hatte der Bürger-Block nach eigenen Angaben 10 Mitglieder.